# Люльєв Лев Веніамінович
Лев (Лейб) Веніамінович Люльєв  (* 17 березня 1908, Київ — † 1 листопада 1985, Москва) − конструктор зенітної артилерії і зенітних керованих ракет. Лауреат Сталінської премії першого ступеня — 1948, Ленінської — 1967, Державної — 1977, доктор технічних наук — 1966; двічі Герой Соціалістичної Праці − 1966, 1985. Нагороджений трьома орденами Леніна, Трудового Червоного Прапора, Червоної Зірки, орденом «Знак Пошани», медалями.

## Біографія
Родився в бідній єврейській сім'ї в Києві на Подолі.
Батько його був дрібним ремісником — чоботар, працював на Подолі; брав участь в революційному русі, через що був ув'язнений в Лук'янівці; мати — повитуха, надавала медичну допомогу незаможним.
1923 року закінчив київську семирічну школу, працював у велосипедних майстернях по слюсарній справі. 1925 влаштувався на Київський механічний завод. Склав екстерном іспити в робітфаку, 1927 вступив на механічний факультет Київського політехнічного інституту. Слухав лекції — з математики в академіка Михайла Кравчука, з теоретичної та будівельної механіки — у академіків Костянтина Симінського, Миколи Кільчевського, професорів Тетяни Путяти, Петра Рабцевича, з гідравліки — у професора Єфрема Хаймовича.
1931 закінчив навчання та був направлений в Український НДІ сільськогосподарського машинобудування конструктором. 1933 переведений до Молотова на артилерійський завод «Мотовилиха» — інженер, начальник бюро раціоналізації, інженер-конструктор.
З 1934 − співробітник ДКБ-8 заводу у місті Підлипки Московської області. В цьому часі створив приціл прямої наводки безпосередньо на ціль — для автоматичних зенітних гармат. Стає одним із ведучих асистентів Михайла Логінова — разом з Левом Локтєвим та Григорієм Дорохіним. Працював в творчому колективі під проводом Лева Курчевського над створенням динамореактивної гармати (ДРП), при випробуваннях гармата виявилася з вадами, «ворога народу» Курчевського розстріляли.
Розробив разом з Йосипом Радзиловичем автоматичну зенітну гармату калібру 25 мм ЗІК-25 — зіграла значну роль на початку німецько-радянської війни.
В жовтні 1941 разом із заводом евакуюється до Свердловська, призначений заступником головного конструктора підприємства. За його безпосередньої участі восени 1941 розроблено та вдосконалено 45- та 85-міліметрові зенітні гармати.
Після Другої світової війни залишився із заводом у Свердловську та очолив його. Створив 130-міліметрові стратосферні гармати КС-30, 1948, снаряд вагою 33 кг досягав висоти понад 20 км, згодом — 152-міліметрову − найпотужнішу на той час зенітну гармату КМ-52.
В часі гонінь на «безродних космополітів» був у списках «ворогів народу», від вірної смерті врятувала смерть Сталіна.
Початком 1960-х створив зенітну ракету 3 М8 — з самохідною пусковою установкою для зенітно-ракетного комплексу «Коло» — з 1964 протягом двох десятиліть був базовим для ППО сухопутних військ СРСР. КБ Люльєва розробило ракети для морських комплексів — РПК-2 «Завірюха», прийнята на озброєння 1969, РПК-6 «Водопад» — 1981, РПК-7 «Вітер» — 1984.
Також брав участь у створенні ракет 3М51 «Альфа», 3М54 «Бірюза», 3 М14 «Калібр», «Гранат», 9М38 — для ЗРК «Бук» та М-22 «Ураган».
У середині 1980-х років доклався до розробки систем С-200 і С-300, остання використовується і в ХХІ столітті.
Вийшло друком понад 300 його праць.
Цінував театральне мистецтво, не проминав можливості ходити на прем'єри.
Помер від обширного третього інфаркту — два попередні «переходив» на роботі.
Похований на Широкореченському цвинтарі в Єкатеринбурзі.
В Єкатеринбурзі його іменем названо сквер. На алеї Київської політехніки — проспект Перемоги, 37, встановлено йому пам'ятник.